# Central Connecticut Blue Devils

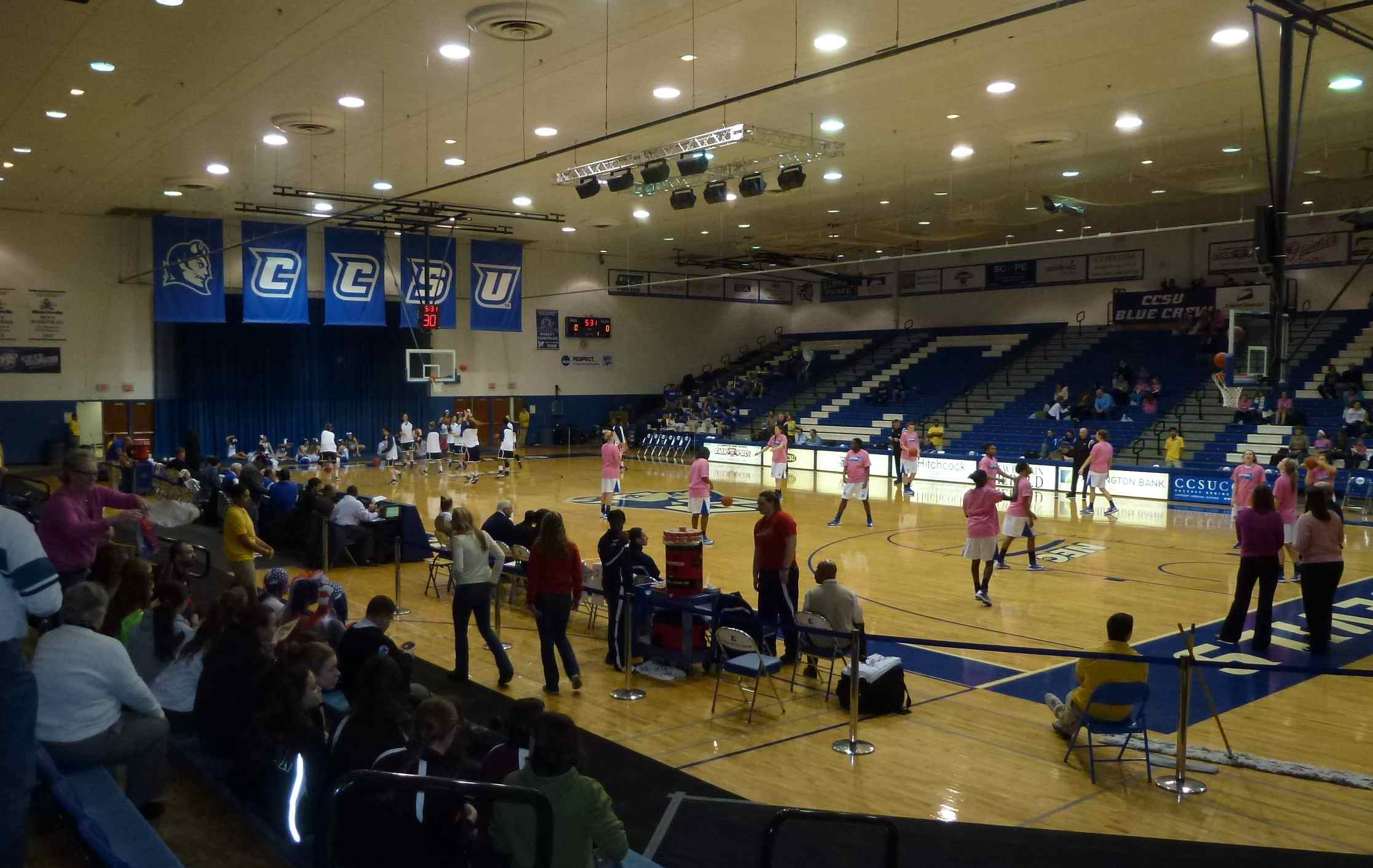
William H. Detrick Gymnasium.

Central Connecticut Blue Devils (en español: Diablos Azules de la Estatal de Connecticut Central) es la denominación de los equipos deportivos de la Universidad Estatal de Connecticut Central, institución académica ubicada en New Britain, Connecticut. Los Blue Devils participan en las competiciones universitarias organizadas por la NCAA, y forman parte de la Northeast Conference desde 1997.

## Programa deportivo
Los Blue Devils compiten en 7 deportes masculinos y en 9 femeninos:
| Masculino: - Baloncesto - Fútbol - Golf - Béisbol - Fútbol americano - Atletismo - Campo a través | Femenino: - Baloncesto - Atletismo - Natación - Golf - Fútbol - Voleibol - Lacrosse - Campo a través - Softball |

## Instalaciones deportivas
- William H. Detrick Gymnasium es donde disputan sus partidos los equipos de baloncesto y voleibol. Fue inaugurado en 1965 y tiene una capacidad para 2.654 espectadores.[1]
- Arute Field, es donde disputa sus encuentros el equipo de fútbol americano y el de lacrosse femenino. Fue inaugurado en 2000 y tiene una capacidad para 5.500 espectadores.[2]